# تيسين كروب
تيسين كروب (بالألمانية: ThyssenKrupp) هي مجموعة صناعية ألمانية تتألف من 670 شركة حول العالم. ويعمل بها نحو 155,000 موظف. وتتكون المجموعة من أكبر شركات إنتاج الصلب في العالم.
وتعمل الشركة حول العالم في ثلاث قطاعات رئيسية: وحدة الحديد والصلب، وحدة البضائع الرئيسية وهي المصاعد، قطع غيار المركبات وتقنيات التصنيع الضخمة. أما قطاع الخدمات فيقدم المواد الأساسية، خدمات بيئية، هندسة ميكانيكية وخدمات السقالات.
و تأسست الشركة نتيجة اندماج شركتي ثايسن وكروب في عام 1999، ولا يزال مقرها الرئيسي في مدينة إسن.

## المنتجات والمبيعات

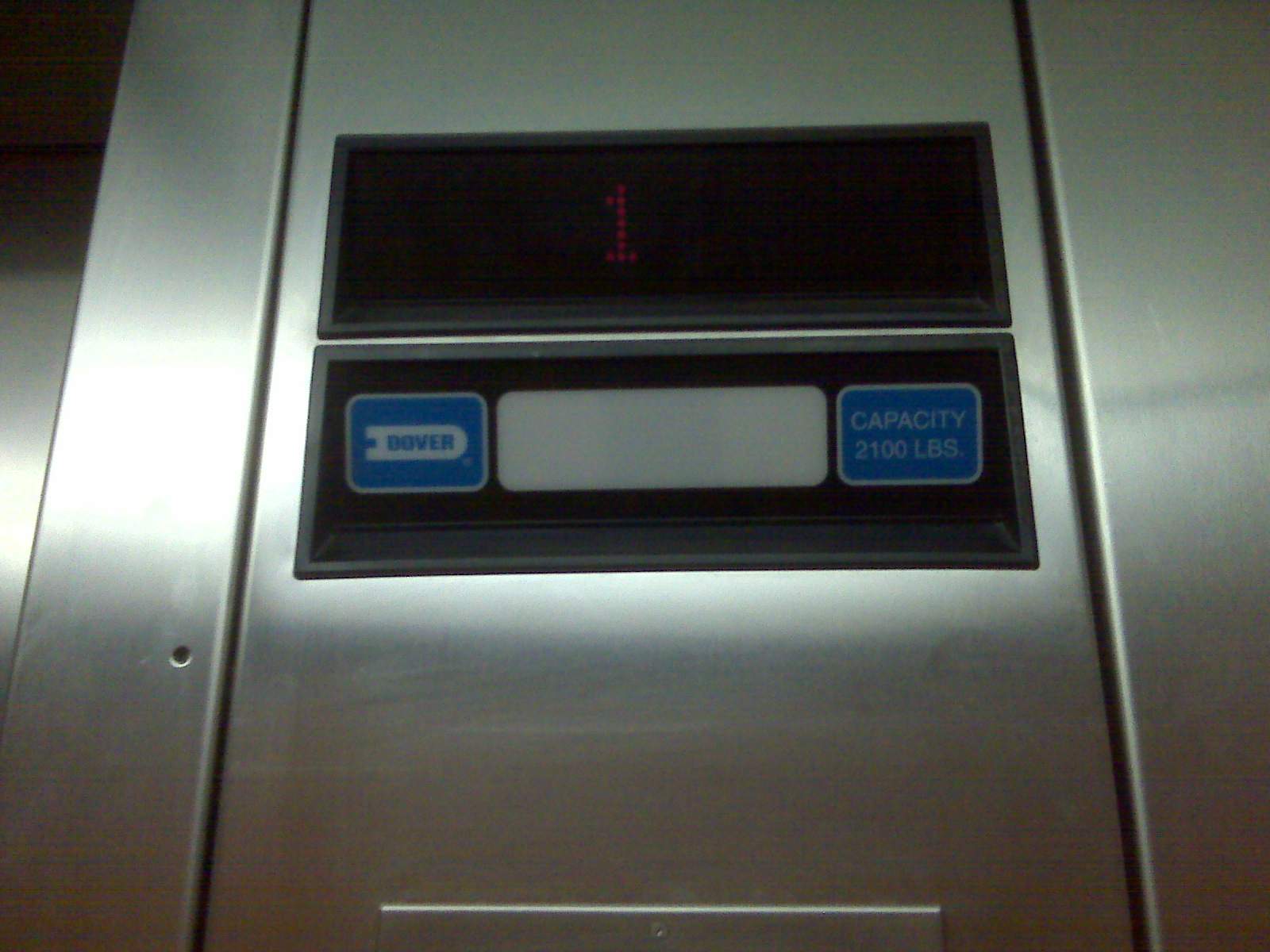
مؤشر الطوابق في أحد المصاعد من انتاج الشركة.

## لمحة تاريخية

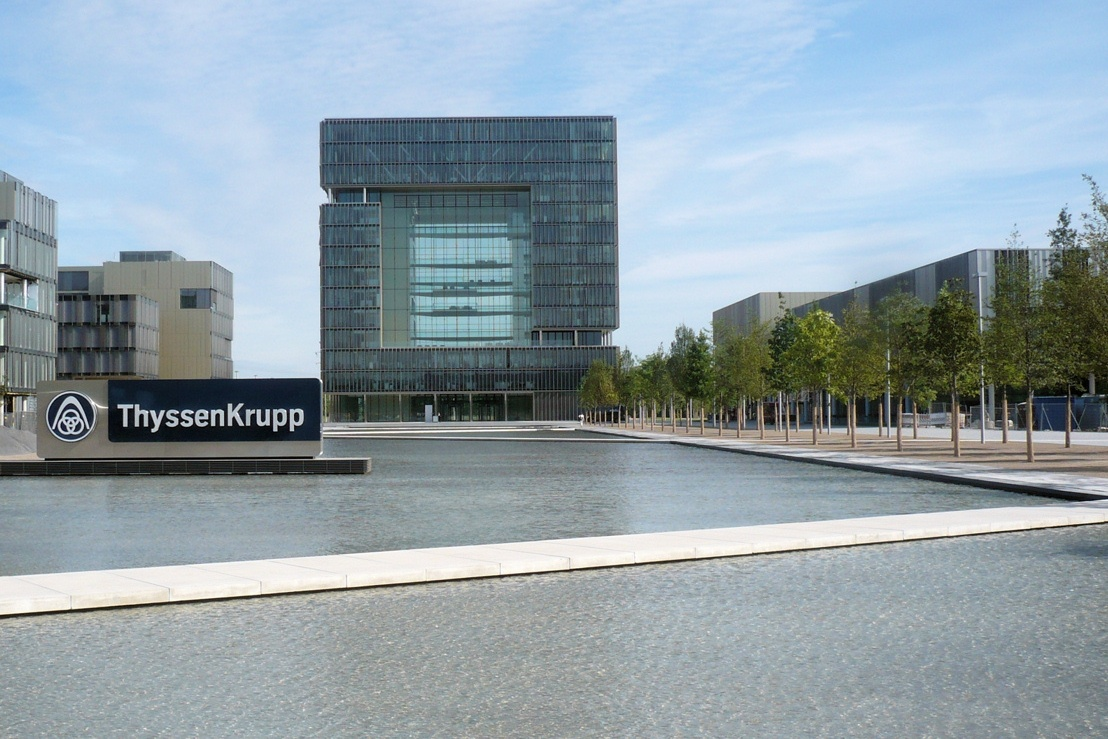
المقر الرئيسي للشركة في إسن

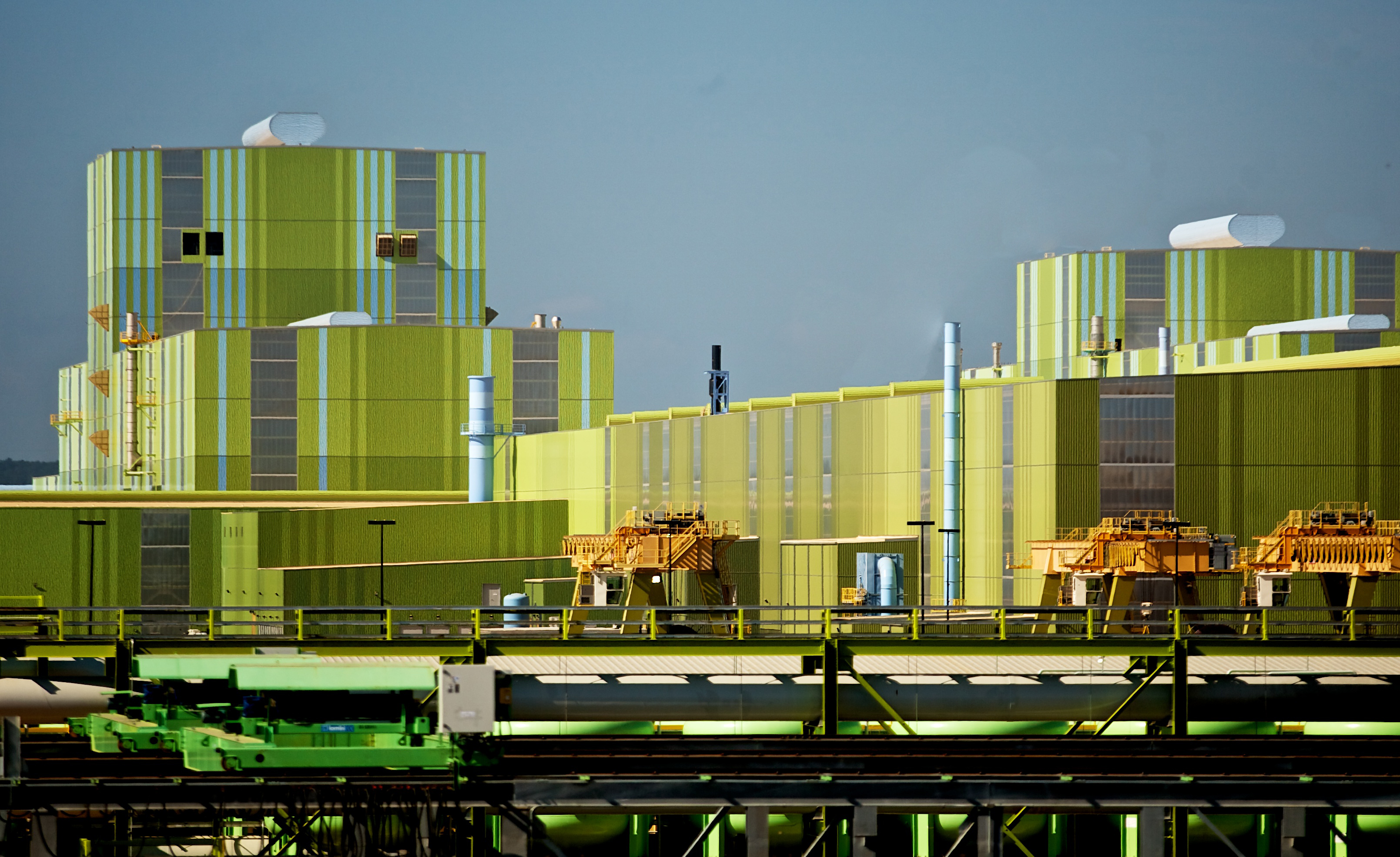
A view of the hot dip galvanizing lines at ThyssenKrupp Steel USA in Calvert, Alabama

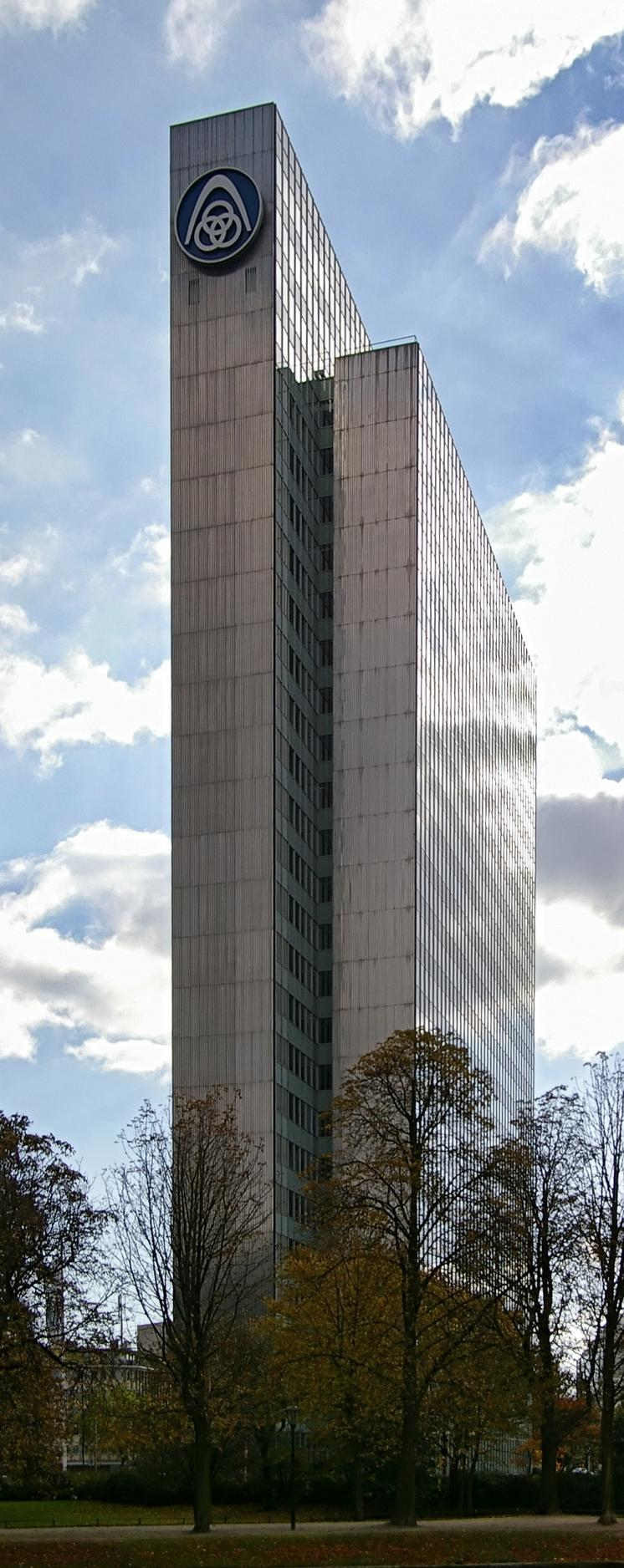
ThyssenKrupp building in downtown دوسلدورف

## وصلات خارجية
- الموقع الرسمي

  - History of the company logo